# Reinhard Haller
Reinhard Haller (* 25. September 1951 in Mellau, Bregenzerwald) ist ein österreichischer Psychiater, Psychotherapeut und Sachbuchautor. Außerdem ist er als forensisch-psychiatrischer Gerichtsgutachter bekannt. Er verfasste unter anderem Gutachten über den Sexualmörder Jack Unterweger, den NS-Arzt und späteren Gerichtsgutachter Heinrich Gross und den Briefbombenattentäter Franz Fuchs sowie die Täter des Amoklaufs von Winnenden, der Amokfahrt von Graz und des Messerattentats in der BH Dornbirn.
Von 1983 bis 2017 war Haller Chefarzt des Krankenhauses Maria Ebene in Frastanz, einer psychiatrisch-psychotherapeutischen Klinik mit Schwerpunkt Suchtkrankheiten, und der zugehörigen Drogenstationen „Carina“ und „Lukasfeld“ sowie der Beratungsstellen „Clean“. Seither ist er weiter als Gutachter, Berater, Autor und Vortragender tätig. Mehrere seiner Sachbücher zu psychologischen Themen standen über Monate an der Spitze der Sachbuch-Bestsellerlisten.

## Werdegang
Von 1971 bis 1976 studierte Reinhard Haller Medizin und von 1977 bis 1983 absolvierte er die Ausbildung zum Facharzt für Psychiatrie, Neurologie und Psychotherapie. 1994 folgte die Habilitation an der Universität Innsbruck zum Thema „Psychische Störung und Kriminalität“.
1983 wurde Haller zum Chefarzt der Stiftung Maria Ebene, des Vorarlberger Behandlungszentrums für Suchtkranke, ernannt. Seine entwickelten Therapiekonzepte betrachten Süchtigkeit nicht als isolierte Störung, sondern als Symptom zugrunde liegender biopsychosozialer Probleme und verfolgen einen integrativen Therapieansatz.
Seit 1983 ist Haller als Sachverständiger für Forensische Psychiatrie vereidigt und in dieser Funktion für verschiedene in- und ausländische Gerichtshöfe, Staatsanwaltschaften, Anwälte und Versicherungen tätig.
Von 1990 bis 2019 war Haller Drogenbeauftragter der Vorarlberger Landesregierung. Er entwickelte mehrere Drogenkonzepte für das Land. So fungierte er als Sachverständiger für Fragen der Suchtprävention, -behandlung und -rehabilitation im Schwerpunktbereich der illegalen Drogen. Haller organisierte Aufbau und Weiterentwicklung des umfassenden Suchtbetreuungsnetzes in Vorarlberg.
Von 1990 bis 2007 leitete Haller das Universitätsinstitut für Suchtforschung der Psychiatrischen Universitätsklinik Innsbruck. Dort lehrt er bis heute. Haller hatte eine Gastprofessur an der Universität Klagenfurt.
1990 gründete Haller mit der Werkstatt für Suchtprophylaxe („Supro“) die erste Suchtpräventionsstelle Österreichs. Kampagnen wie „Kinder stark machen“ oder „Mehr Spaß mit Maß“ gehen auf Haller zurück. In den letzten Jahren, in denen Haller bei der „Supro“ war, schuf er ambulante und stationäre Behandlungskonzepte für Spielsüchtige, Internetsüchtige, Kaufsüchtige und Nikotinabhängige.
Haller ist verantwortlich für die postpromotionelle Zusatzausbildung „Forensische Psychiatrie“ der Österreichischen Ärztekammer. Sie hat das Ziel, die Qualität von forensisch-psychiatrischen Gutachten zu erhöhen sowie geltende Standards zu vereinheitlichen, insbesondere im Bereich der Prognostik.
Seit 2006 war Reinhard Haller Präsident der Neuen Kriminologischen Gesellschaft. Er ist Mitglied im Wissenschaftlichen Beirat des im Dezember 2010 gegründeten oberösterreichischen Think Tanks Academia Superior.
Haller ist Mitglied mehrerer Opferschutzkommissionen, so jener des Österreichischen Skiverbands und der Unabhängigen Opferschutzanwaltschaft („Klasnic-Kommission“), die Entschädigungen für Missbrauchsopfer kirchlicher Institutionen regelt.
Haller wirkt im Leitungsgremium (Bruderschaftsrat) der Bruderschaft St. Christoph am Arlberg mit, welche unverschuldet in Not geratene Familien und Personen unterstützt. Außerdem engagiert sich Haller in mehreren Wohltätigkeitsorganisationen, unter anderem als Obmann des Fördervereins zum Bildungshaus Batschuns.
Basierend auf der Grundidee seines Buches Die Macht der Kränkung schrieb Agnes Pluch das Drehbuch zur ORF/ZDF-neo-Serie Am Anschlag – Die Macht der Kränkung von Regisseur Umut Dağ.

## Aufsehenerregende Gutachten

### Gutachten über Jack Unterweger
1994 wurde Haller zum psychiatrischen Gutachter im Schwurgerichtsprozess gegen Jack Unterweger, dem ersten großen europäischen Prozess gegen einen mutmaßlichen sexuellen Serienmörder, bestellt. Unterweger lehnte psychiatrische Untersuchungen vorerst kategorisch ab. Im Verlauf des Prozesses erklärte er sich schließlich zu Befragungen durch Haller bereit.
Haller stellte fest, dass Unterweger an keiner Geisteskrankheit litt, wohl aber am Syndrom des malignen Narzissmus. Dieses erstmals vom austro-amerikanischen Psychoanalytiker Otto Kernberg (1985, 1996) beschriebene Störungsbild, bestehend aus narzisstischer Persönlichkeitsstörung, antisozialem Verhalten, ichsyntoner Aggression und Sadismus sowie einer ausgeprägten paranoiden Haltung, ließ sich bei zahlreichen Massen- und Serienmördern feststellen.
Unterweger, der 1976 wegen eines sadistischen Sexualmordes zu einer lebenslangen Haft verurteilt worden war und sich im Gefängnis zum Schriftsteller empor gearbeitet hatte, wurde 1990 als der österreichische Rehabilitationsfall schlechthin vorzeitig entlassen. Danach tötete er laut Gerichtsurteil innerhalb von eineinhalb Jahren elf Prostituierte in Europa und den USA, bekannte sich jedoch nie schuldig. Bei der psychiatrischen Untersuchung konnte Haller zahlreiche Elemente des malignen Narzissmus und eine für Serientäter typische entwicklungs- und lebensgeschichtliche Konstellation nachweisen.

### Gutachten über „Bombenhirn“ Franz Fuchs
Der kriminologisch und psychiatrisch Aufsehen erregende Politattentäter Franz Fuchs verweigerte sich lange Zeit einer psychiatrischen Begutachtung. Haller schaffte es schließlich, mit ihm ins Gespräch zu kommen.
Fuchs hatte von Dezember 1993 bis Dezember 1996 in Österreich und Deutschland sechs Briefbombenserien initiiert und drei Sprengstoffattentate verübt, welche insgesamt 35 Verletzte und 4 Todesopfer forderten. Zu den Anschlägen, die durchwegs gegen Personen und Institutionen mit Engagement in Ausländerfragen gerichtet waren, hatte sich damals in zahlreichen Schreiben eine Gruppierung namens BBA ("Bajuwarische Befreiungsarmee") bekannt. Als Motiv für die Verbrechen wurden die angeblich drohende Überfremdung Österreichs und die Gefahr des Niedergangs der deutschsprachigen Volksgruppe genannt.
Fuchs geriet zufällig in eine polizeiliche Verkehrskontrolle, fühlte sich ertappt, flüchtete aus seinem Auto und versuchte sich durch Zündung einer mitgeführten Rohrbombe zu töten. Er verlor dabei beide Hände und verletzte die ihn verfolgenden Polizeibeamten. Im Vorverfahren zeigte er sich sehr kooperativ, gab eine Fülle von (selbstbezichtigendem) Insiderwissen preis, bezeichnete sich als Mitglied der BBA, ließ allerdings bis zuletzt offen, ob er als Einzeltäter oder in Gemeinschaft mit weiteren Personen gehandelt hatte. 
Der Teilnahme an der Schwurgerichtsverhandlung entzog er sich konsequent durch anhaltendes Brüllen ausländerfeindlicher Parolen, was regelmäßig den Ausschluss von den Sitzungen zur Folge hatte. 
Das Gericht, welches von einer Einzeltäterschaft ausging, verurteilte ihn zu lebenslanger Haft und wies ihn in eine Anstalt für (zurechnungsfähige) geistig abnorme Rechtsbrecher ein. Dort gelang es ihm trotz Amputation beider Unterarme und fehlender prothetischer Versorgung, sich in einer intensiv überwachten Zelle zu erhängen.
Diagnostisch stellte Haller in seinem Gutachten eine kombinierte Persönlichkeitsstörung mit schizoiden, paranoiden, fanatischen und narzisstischen Anteilen fest. Der schon als Kind einzelgängerische, extrem intelligente (IQ 149) Mann hatte sich nach zahlreichen beruflichen und privaten Enttäuschungen völlig zurückgezogen und richtete sein ganzes Leben auf die anfangs fanatische, später wahnhaft werdende Idee aus, Österreich vor einer drohenden Überfremdung schützen zu müssen. Er entwickelte einen psychodynamisch auch als Selbstbestrafung zu interpretierenden Verfolgungswahn, der letztlich zu seiner Verhaftung führte.
Haller wies in mehreren späteren Publikationen auf die verblüffende Ähnlichkeit zum Fall des "Unabombers" Theodore Kaczynski hin. Er beschrieb die Bombenattentate als einen einmaligen Fall der Kriminalgeschichte, in dem alle Rollen eines Verbrechens – vom Täter über die Ermittler bis zum Richter und Henker – von einer einzigen Person wahrgenommen werden.
Hallers Rolle im Verfahren gegen Franz Fuchs fand Niederschlag im Einpersonenstück Der Patriot des Dramatikers Felix Mitterer und in der preisgekrönten Filmdokumentation Franz Fuchs – ein Patriot von Elisabeth Scharang.

## Umstrittene Gutachten
Haller wies stets auf die großen gutachterlichen Probleme bei der Beurteilung von NS-Tätern hin, da hier der Experte unter enormen öffentlichen Druck gerät.

### Gutachten über NS-Euthanasie-Arzt Heinrich Gross
Nach der Weigerung zahlreicher Sachverständiger, die Beurteilung des österreichischen Euthanasiearztes Heinrich Gross zu übernehmen, übernahm Haller das Gutachten. Er bejahte in einem ersten Gutachten (Aktenzahl 23 b Vr 12100/97, Landesgericht für Strafsachen Wien) dessen Zurechnungsfähigkeit und Einvernahmefähigkeit. Dadurch wurden alle Ermittlungen erstmals möglich.
Bei einer neuerlichen Untersuchung kurz vor der Verhandlung im März 2000 wies Haller auf die zwischenzeitlich eingetretene vaskuläre Demenz von Gross hin. Infolge dieses Gutachtens wurde das Verfahren gegen Heinrich Gross im Jahre 2000 nicht wieder aufgenommen. Zwei Experten äußerten Bedenken an Hallers Methoden und Befund: Der Psychiater und Gerichtssachverständige Peter Stastny und der Psychologe und Sachverständige Klaus Burtscher, welcher allerdings mit einem Unterlassungsurteil belegt wurde und die wesentlichen Vorwürfe gegen Haller öffentlich widerrufen musste. Stastny stellte zum Gutachten fest:

„Unerklärlich sind mir die Umstände, unter denen das psychiatrische Gutachten gemacht wurde und – vor allem – warum es vom Gericht als schlüssig akzeptiert wurde. […] Aus den Befunden – sowohl Computertomografie (CT) wie Tests wie Beobachtung – werden Schlüsse gezogen, die daraus nicht ableitbar sind. So wird die Diagnose der Demenz und einer ausgeprägten Depression auch auf die CTs gestützt. […] Der zweite von Dr. Haller angewandte Test der zerebralen Insuffizienz ist überhaupt nicht mehr gängig. Das Konzept der zerebralen Insuffizienz wird heute weder klinisch noch wissenschaftlich verwendet.“

Nachdem Gross im Anschluss an das Verfahren ausführliche Interviews über den Zweiten Weltkrieg gab, verschärfte sich die öffentliche Diskussion um den Fall und die Gutachten. In den nachfolgenden zivilrechtlichen Verfahren kamen die Gerichte nach Einholung internationaler Gutachten allerdings zum Schluss, dass psychologische Tests lediglich austauschbare Hilfsbefunde seien, mit denen weder psychiatrische Diagnosen gestellt noch rechtsrelvante Gutachtensfragen beantwortet werden könnten und dass die von Haller verwendeten Methoden dem State of Art der Forensischen Psychiatrie entsprachen.
2001 untersuchte Volker Dittmann, Ordinarius für Rechtsmedizin und forensische Psychiatrie an der Universität Basel, Gross aufs Neue. Er bestätigte Hallers Beurteilung. 
Nach dem Tod des Beschuldigten im Jahr 2005 wurden im April 2006 sämtliche Verfahren gegen ihn eingestellt.

### Gutachten über NS-Kriegsverbrecher Milivoj Ašner
2008 geriet Haller wegen seines Gutachtens über den mutmaßlichen NS-Kriegsverbrecher Milivoj Ašner in die Kritik. Darin attestierte er Asner eine fortgeschrittene dementielle Entwicklung. Auch die psychiatrischen Gutachten der Gerichtssachverständigen Peter Hofmann (Graz) und Max Neumann (Klagenfurt) bescheinigten eine schwere Demenz. Die Gesundheit des über Neunzigjährigen stand deswegen zur Debatte, weil seine Vernehmungsfähigkeit wegen eines Auslieferungsantrags Kroatiens geprüft werden musste. Die psychiatrischen Gutachten von Haller und Hofmann kamen beide zum Ergebnis, dass keine Vernehmungsfähigkeit gegeben sei.
Die britische Zeitung „The Sun“ und der Vorsitzende der Israelitischen Kultusgemeinde Österreich, Ariel Muzicant, bezeichneten diese Gutachten als unglaubhaft: Ašner war fotografiert worden, wie er sehr rüstig wirkend und ohne Stock längere Spaziergänge unternahm. 
Auch wurde er am Rande einer Fan-Feier der Fußball-Europameisterschaft 2008 in Klagenfurt fotografiert. Tatsächlich belegte ein Gutachter, dass der unter Betreuung stehende Ašner öfters zur Mittagsmahlzeit dorthin geführt wurde.
In einem Interview mit dem ORF Report 2008 stellte Ašner sich ohne erkennbare Denk- und Gedächtnisstörungen (Diagnostikkriterien Demenz) dar. Kritiker sahen einen weiteren Beleg für die angebliche Nachlässigkeit der österreichischen Justiz bei der Verfolgung von Nazi-Kriegsverbrechen. Auch die Staatsanwaltschaft nahm daraufhin Ermittlungen gegen Ašner auf.
Die österreichische Justiz versuchte daraufhin, dem Eindruck der Befangenheit durch Beauftragung ausländischer Gutachter entgegenzutreten. Die Staatsanwaltschaft bestellte einen Schweizer Gutachter, um Ašner erneut zu beurteilen. Dieser sagte den Auftrag ab. 2009 prüfte der Leiter der Abteilung für Forensische Psychiatrie am Klinikum München, Norbert Nedopil, die Einschätzung Hallers in einem Obergutachten. Darin bestätigte er Hallers Gutachten.
Das Gutachten von Haller betreffend Milivoj Ašner fand Eingang in den Human Rights Report Austria 2008 des U.S. State Departments: Sektion 4: Stellung der Regierung zur internationalen Untersuchung angeblicher Menschenrechtsverletzungen.

## Verbrechensanalyse
Hallers psychiatrische Diagnosen sind in der Presse gefragt, oft auch als „Ferndiagnose“. Er stellte mehrfach fest, dass es immer schwierig sei, Diagnosen ohne persönliche Untersuchung zu erstellen. Die „Sprache des Verbrechens“ lasse jedoch gewisse Rückschlüsse auf Motive und Handlungsweisen der Täter zu.
Nach seiner Einschätzung liege bei Anders Behring Breivik ein krankhafter Wahn vor. Er hält das erste Gutachten des norwegischen Gerichts für falsch, weil es nicht zwischen Wahn und Schizophrenie unterschieden habe.
Er hält auch das zweite Gutachten des norwegischen Gerichts für falsch: Er könne den Umkehrschluss nicht nachvollziehen, dass Breivik voll schuldfähig sein muss, wenn er nicht schizophren ist. Laut Rechtsprechung ist jemand schuldfähig, wenn er nicht im Rausch, geisteskrank oder im Wahn ist. Haller betont die Schwierigkeit, Letzteres festzustellen. Der Wahn, so Haller, sei gefährlicher als die Schizophrenie: Wer im Wahn lebe, falle nicht auf, weil er im Alltag normal erscheine. Alle großen Attentäter hätten unter einem Wahn gelitten.

## Klagen gegen Haller
Ab 2005 wurde Haller vom Gerichtsgutachtengeschädigtenverband (GGGV) aus Salzburg wegen mutmaßlich unsachgemäßer Gutachten verklagt und öffentlich angegriffen. Nach mehreren Verfahren, in denen internationale Experten die Richtigkeit von Hallers Gutachten bestätigten, wurden alle Klagen gegen ihn zurückgewiesen und er gewann sämtliche Prozesse.

## Schriften
als Autor
- Die dunkle Leidenschaft: Wie Hass entsteht und was er mit uns macht, Gräfe und Unzer Edition, München 2022, ISBN 978-3-8338-8022-3
- Rache: gefangen zwischen Macht und Ohnmacht, Ecowin, Salzburg/München 2021, ISBN 978-3-7110-0234-1
- Das Wunder der Wertschätzung: wie wir andere stark machen und dabei selbst stärker werden, Gräfe und Unzer, München 2019, ISBN 978-3-8338-6744-6
- Das Böse: Die Psychologie der menschlichen Destruktivität, Ecowin, Elsbethen bei Salzburg 2019, ISBN 978-3-7110-0248-8
- Die Macht der Kränkung. Ecowin, Wals bei Salzburg 2015, ISBN 978-3-7110-0078-1[46]
- Die Narzissmusfalle: Anleitung zur Menschen- und Selbstkenntnis. Ecowin, Salzburg 2013
- Das ganz normale Böse. Ecowin Verlag, Salzburg 2009, ISBN 978-3-902404-80-0
- Das psychiatrische Gutachten. 2. Aufl. Manz, Wien 2008, ISBN 978-3-214-06930-8 (Schriftenreihe Recht der Medizin; 2)
- (Un)glück der Sucht. wie sie ihre Abhängigkeit besiegen. Ecowin Verlag, Salzburg 2007, ISBN 978-3-902404-48-0
- Die Seele des Verbrechers. Motive, Impulse, Lebensbilder. 3. Aufl. Residenz-Verlag, St. Pölten 2006, ISBN 3-7017-3037-7
- Selbstmord. Verzweifeln am Leben? Hannibal-Verlag, Wien 1987, ISBN 3-85445-030-3 (zusammen mit Albert Lingg)
- Handbuch gerichtliche Medizin. Hrsg.: Madea Brinkmann. Springer, 2003
- Alkoholismus – Missbrauch und Abhängigkeit. Hrsg.: Soyka/Küfner. Thieme, 2008
- Das ärztliche Gutachten. Hrsg.: Diemath et al. Verlagshaus der Ärzte, 2008
- Alkohol und Tabak, Grundlagen von Folgeerkrankungen. Hrsg.: Singer/Barta und Mann. Thieme, 2010
- Forensische Psychiatrie. Hrsg.: Nedopil/Müller. Thieme, 2012
- Kompendium – Psychiatrie, Psychotherapie, Psychosomatische Medizin. Hrsg.: Freyberger et al. Huber, 2012
- Das psychiatrische Gutachten. Manz, 2008, 2. Auflage

als Herausgeber
- Drogen, Sucht, Kriminalität. Forum-Verlag Godesberg, Mönchengladbach 2009, ISBN 978-3-936999-63-1 (Neue kriminologische Schriftenreihe; 111)

## Auszeichnungen
- 2003 Berufstitel Professor durch Bundespräsident Thomas Klestil[47]
- 2010 Toni-Russ-Preis der Vorarlberger Nachrichten[48]
- 2016 Österreichisches Ehrenkreuz für Wissenschaft und Kunst I. Klasse
- 2017 Ehrenzeichen des Landes Vorarlberg in Silber[49]